# Lionel Ugalde
Lionel Matías Ugalde (Mar del Plata, Buenos Aires, Argentina, 17 de agosto de 1973) es un automovilista argentino que actualmente compite en Turismo Carretera.
Debutó en la categoría zonal APAC de 4000 cc en 1995, consagrándose campeón de la categoría en 1997 y 1998.
En 1999, con la fiscalización de la ACTC se creó una nueva categoría: el Turismo Special de la Costa, donde Ugalde obtuvo el subcampeonato y, en 2001, se coronó campeón.
En 2003 debutó en el TC Pista logrando el título de Campeón Argentino del TC Pista 2003 en la penúltima fecha de la temporada disputada en el circuito de Nueve de Julio.
El título obtenido en el TC Pista le permitió llegar al Turismo Carretera, donde debutó 8 de febrero de 2004 en el circuito de Mar de Ajó.
Su primer triunfo dentro del TC llegó en el año 2006 en el autódromo Martín Miguel de Güemes de la ciudad de Salta. Volvió a subirse a lo más alto del podio en la última fecha de 2008 en el Autódromo Oscar y Juan Gálvez, y en la apertura de la temporada 2009 en Mar de Ajó.
Durante el 2007 también comenzó a participar dentro del Top Race con un Ford Mondeo.
A partir de la temporada 2008 posee su propio equipo de TC, el Lionel Ugalde Competición, con el que corre en la actualidad y con el que, durante 2010, ganó las carreras de Neuquén, el 18 de abril, en el Olavarría, el 10 de octubre y en el Autódromo Rotonda de Mar de Ajó el 26 de enero.
Además incursionó como invitado de Juan Manuel Silva en el equipo oficial Honda de TC 2000 finalizando segundo en los 200 kilómetros de Buenos Aires del año 2008.

## Resultados

### Turismo Competición 2000
| Año  | Equipo          | Auto             | 1    | 2   | 3   | 4   | 5   | 6   | 7   | 8   | 9   | 10  | 11  | 12    | 13  | 14  | Res. | Puntos |
| ---- | --------------- | ---------------- | ---- | --- | --- | --- | --- | --- | --- | --- | --- | --- | --- | ----- | --- | --- | ---- | ------ |
| 2006 |                 |                  | BA I | OLA | CR  | VIE | SFE | SJU | SRA | RES | CUR | SMM | GR  | BA II | OBE | PAR | -    | -      |
| 2006 | RV Competición  | Ford Focus I     |      |     |     |     |     |     |     |     |     |     |     | Ret   |     |     | -    | -      |
| 2008 |                 |                  | PAR  | SAL | GR  | SFE | SJU | RES | AG  | BA  | OBE | TRH | VIE | SMM   | PDF | PDE | -    | -      |
| 2008 | Honda Petrobras | Honda Civic VIII |      |     |     |     |     |     |     | 2   |     |     |     |       |     |     | -    | -      |
| 2009 |                 |                  | AG   | GR  | OBE | SMM | TRH | RES | BA  | CEN | SFE | SFE | SJU | SJU   | PDF |     | -    | -      |
| 2009 | Ford YPF        | Ford Focus I     |      |     |     |     | 12  |     | 4   |     |     |     |     |       | 11† |     | -    | -      |
| 2010 |                 |                  | PDE  | SMM | GR  | AG  | RES | TRH | LR  | SFE | SFE | CEN | OBE | BA    | PDF |     | -    | -      |
| 2010 | Ford YPF        | Ford Focus II    |      |     |     |     |     |     |     |     |     |     |     | Ret   |     |     | -    | -      |

#### Copa Endurance Series
| Año  | Equipo   | Auto         | 1   | 2  | 3   | Res. | Puntos |
| ---- | -------- | ------------ | --- | -- | --- | ---- | ------ |
| 2009 |          |              | TRH | BA | PDF | 13°  | 14     |
| 2009 | Ford YPF | Ford Focus I | 12  | 4  | 9†  | 13°  | 14     |